# كلوريد اللوتيشيوم الثلاثي
كلوريد اللوتيشيوم الثلاثي هو مركب كيميائي يتكون من اللوتيشيوم والكلور مع الصيغة LuCl 3.يشكل بلورات أحادية الميل بيضاء مسترطبة، وأيضًا سداسي هيدرات المائي LuCl 3 · 6H 2 O. يحتوي كلوريد اللوتيشيوم اللامائي (III) على بنية طبقة YCl 3 (AlCl 3 ) مع أيونات اللوتيشيوم ثماني السطوح.

## تفاعلات
يمكن إنتاج معدن اللوتيشيوم النقي من كلوريد اللوتيشيوم (III) عن طريق تسخينه مع عنصر الكالسيوم: 

## أنظر أيضا
- مركب لاعضوي